# إحصاء بوز وأينشتاين

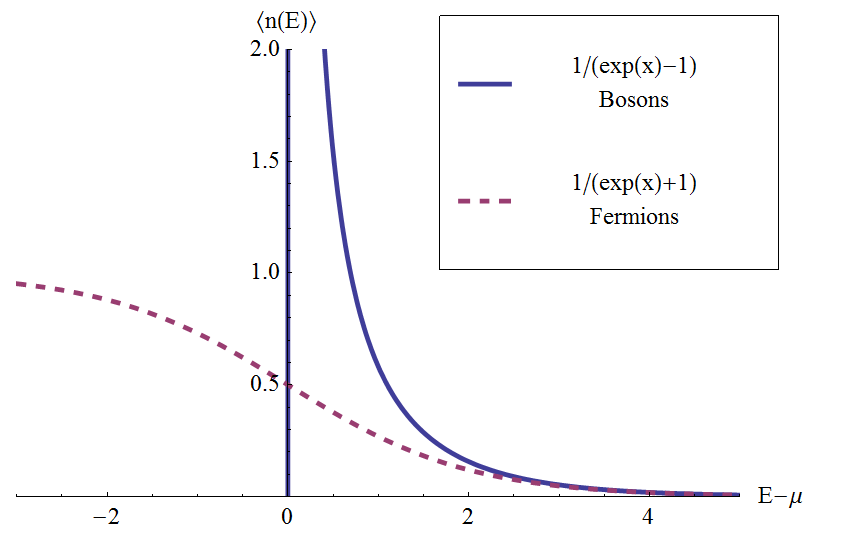

إحصاء بوز وأينشتاين (Bose-Einstein Statistics) هي نظم لتوزيع الجسيمات الأولية في الإحصاء الكمومي تتبعه جسيمات أولية لها عزم مغزلي = 0 أو 1 ، والشرط الثاني هو أن لا يكون بين الجسيمات قوى تربطها ببعض . تنتمي البوزونات إلى إحصاء بوز-اينشتاين. أما الفرميونات فهي ذات عزم مغزلي 1/2 وتتبع بذلك إحصاء فيرمي-ديراك.
ويعطي كل نظام منها عدد الجسيمات {\displaystyle \langle n(E)\rangle } التي لها نفس الرقم الكمومي ذو طاقة E في حالة التوازن الحراري عند درجة حرارة معينة T كلفن لجسيمات متماثلة : بوزونات أو فرميونات.
في حالة عدم وجود تآثر بين تلك الجسيمات تعطينا المعادلة الأتية توزيع البوزونات (تتميز البوزونات بعزم مغزلي 0 أو Spin=1):
{\displaystyle \langle n(E)\rangle ={\frac {1}{e^{\beta (E-\mu )}-1}}}
حيث:
μ الجهد الكيميائي
{\displaystyle \beta } تساوي عادة {\displaystyle 1/(k_{B}T)}
kB ثابت بولتزمان
T درجة الحرارة كلفن
ويعتمد الجهد الكيميائي (أو الكمون الكيميائي ) μ على درجة الحرارة.
تعطينا المعادلة عدد الجسيمات في الحالة الكمومية E، عندئذ يمكن وصف عدد الحسيمات بدالة موجية كمومية واحدة. وإذا كانت الحالة E منفطرة (مفصصة طبقا لميكانيكا الكم) فيجب ضرب درجة الانفطار gi في المعادلة السابقة.
عند درجة الحرارة الحرجة المنخفضة جدا {\displaystyle T_{\lambda }} نحصل على الحالة الخاصة في عدم وجود تآثر بين الجسيمات، مع افتراض أن الجهد الكيميائي μ قريب من مستواه الأدنى، نحصل على تكثف بوز-أينشتاين.
وفي حالة توزيع فيرمي-ديراك نحصل على المعادلة السابقة ولكن يكون المقام مجموع أجزائه (+) بدلا من الفرق بين جزئيه(-).
أي:
{\displaystyle \langle n(E)\rangle ={\frac {1}{e^{\beta (E-\mu )}+1}}}
وبالنسبة للفرميونات فهي تتبع إحصاء فيرمي-ديراك، وهي تتحول عند الطاقات العالية E إلى توزيع بولتزمان، كما يتحول أيضا توزيع بوز-اينشتين عند الطاقات العالية إلى توزيع بولتزمان. وكان توزيع بولتزمان أصلا يصف توزيع الذرات أو الجزيئات في نظام غازي في حالة توازن حراري.
تتميز الفرميونات أن لها عزم مغزلي 1/2.

## اقرأ أيضا
- جسيم أولي
- إحصاء فيرمي-ديراك
- احصاء ماكسويل-بولتزمان
- توزيع بولتزمان
- ميكانيكا إحصائية
- إحصاء الجسيمات